# Usert

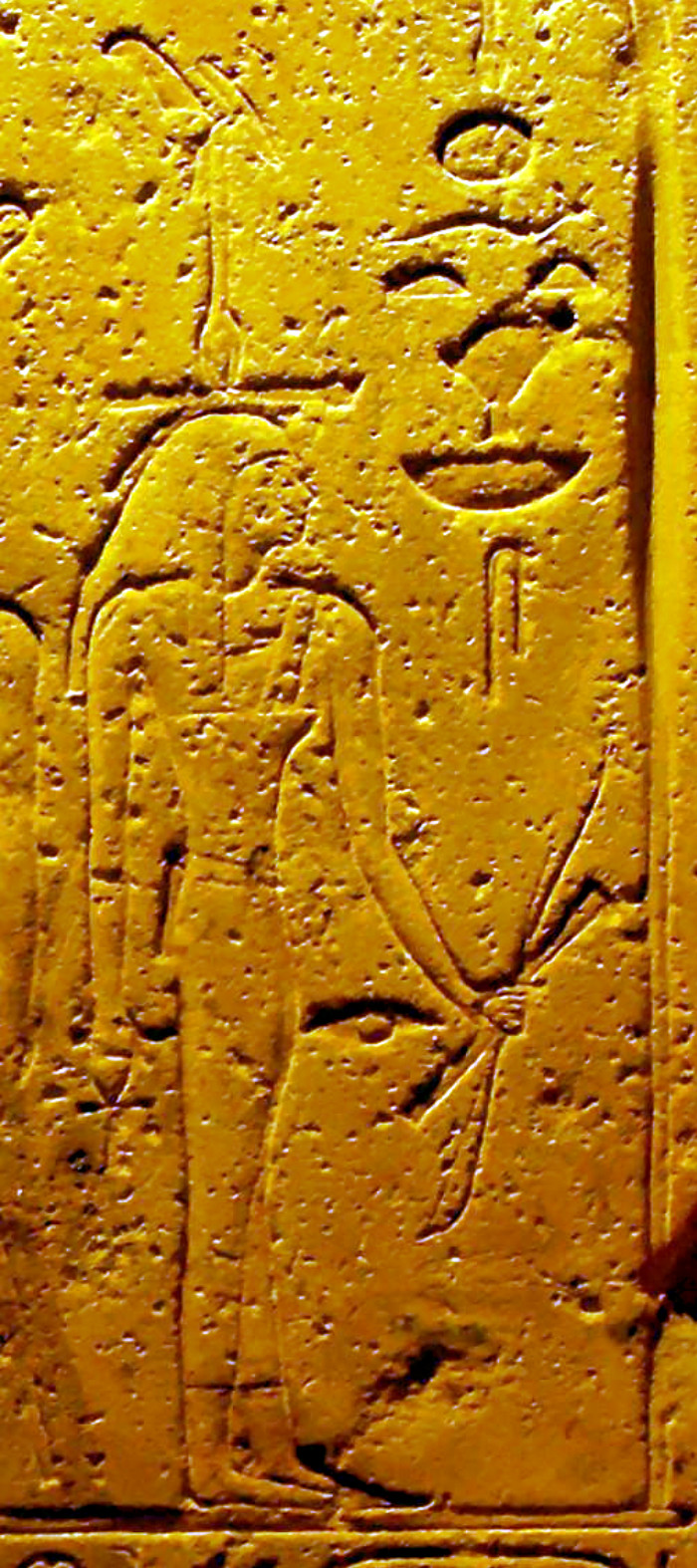
Usert

Usert o Uosret «La Poderosa», fue la antigua diosa protectora de los faraones en la mitología egipcia. Fue representante del nomo tebano.

## Iconografía
La diosa fue representada como mujer coronada con el emblema del nomo tebano: el cetro uas adornado con una pluma y una cinta. También como leona, o mujer con cabeza de leona.

## Mitología

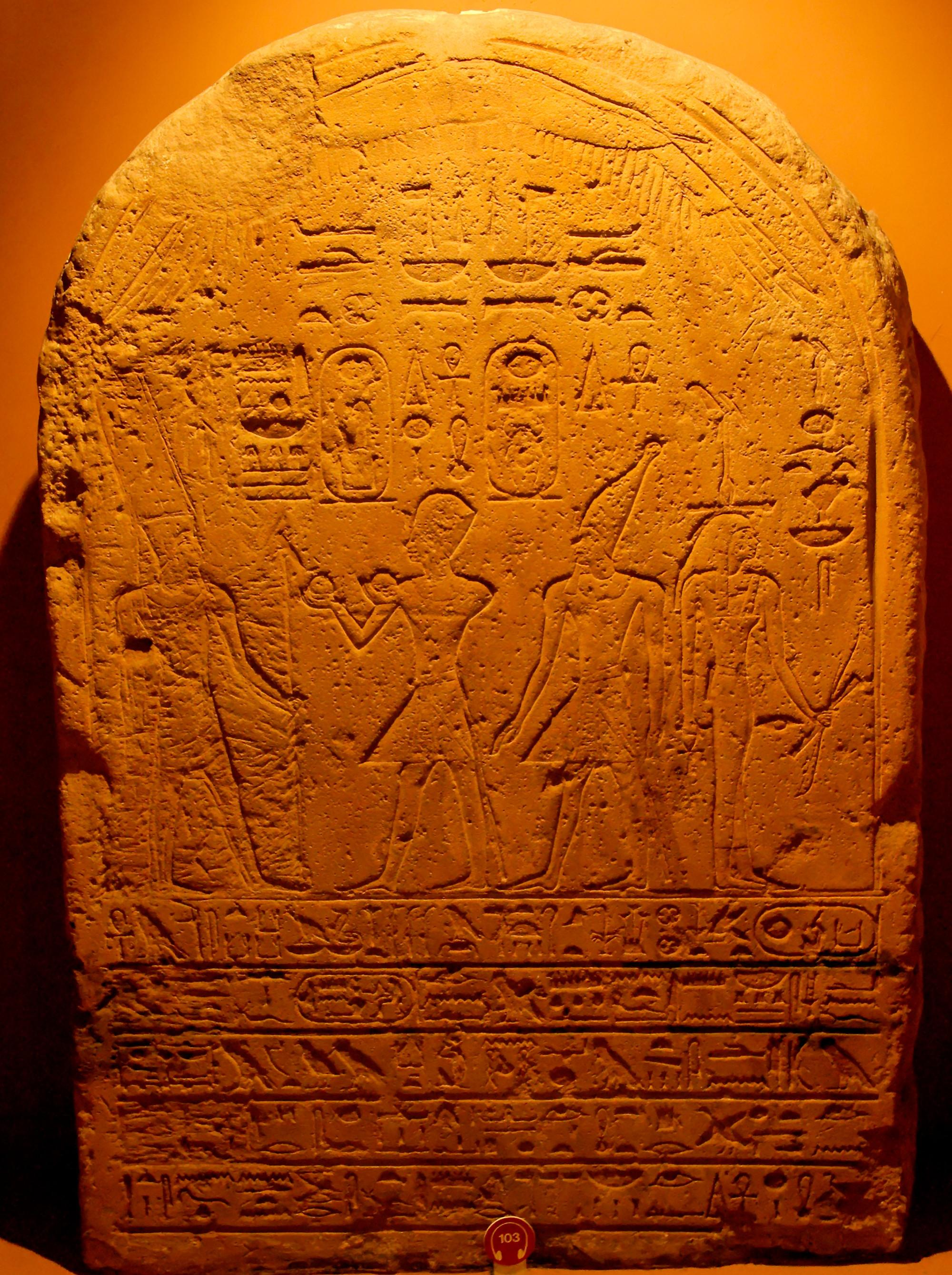
Usert (la figura de la derecha) en una estela de Hatshepsut (centro izquierda) oferente ante Amón, y su sobrino, que se convertiría en el faraón Tutmosis III (tras ella). Museos Vaticanos.

Usert, cuyo nombre significa «La Poderosa», ya aparece mencionada en el Libro del Amduat, simbolizaba al cetro uas, siendo una de las formas del Ojo de Horus.
Posible antigua esposa de Amón en Tebas, que alcanzó su mayor celebridad durante la dinastía XII, en el Imperio Medio, al ser considerada protectora del faraón, e identificada con el nomo de Tebas. 
Usert tutelaba las expediciones al Sinaí durante la dinastía XII.

## Epítetos
Fue denominada «La Poderosa», y la «Señora de Isheru».

## Culto
Fue venerada en Tebas, donde aparece representada en el templo de Luxor como esposa de Amón.

## Sincretismo
La diosa fue vinculada con Neit en Hermontis, con Maat en Medamud, y Tit en Tod. También fue considerada una forma de Isis y de Sejmet. Posteriormente, fue sustituida en sus funciones por la diosa Mut y se convirtió en un aspecto de Hathor.

## Nombres teóforos
Llevaron su nombre varios faraones de la dinastía XII de Egipto, los denominados Senusert «El Hombre de la diosa Usert»: Senusert I, Senusert II, y Senusert III, a quien los escritores griegos los llamaron Sesostris. 
|  |

|  |

|  |

|  |

|  |

|  |

|  |

|  |